# Caso Nika Shakarami
O Caso Nika Shakarami refere-se á morte de uma jovem Iraniana de 16 anos, ocorrida em 20 de setembro de 2022, em Teerã, no Irão, Nika Shakarami, uma jovem Iraniana de 16 anos, desapareceu em Teerã durante os protestos iranianos de 2022 após a morte de Mahsa Amini. Sua família foi informada de sua morte dez dias depois. Ela havia morrido em circunstâncias suspeitas, suspeitas de envolvimento de violência por parte das forças de segurança. Depois que seu corpo foi identificado por sua família, eles planejaram enterrá-la em Khorramabad, mas o corpo foi supostamente roubado pelas autoridades iranianas e enterrado em Hayat ol Gheyb, supostamente para exercer influência sobre sua família e evitar uma procissão fúnebre que poderia causar mais protestos.
As autoridades iranianas negaram irregularidades, espalharam várias histórias contraditórias sobre seu destino e supostamente coagiram alguns de seus familiares a apoiar essas narrativas. A morte de Shakarami e as tentativas de repressão do governo em relação às informações sobre seu destino foram amplamente divulgadas na mídia internacional e alimentaram ainda mais os protestos em andamento.
Sua causa oficial de morte foi posteriormente descrita como trauma contundente em um documento de Behesh-e Zahra.
Shakarami e Sarina Esmailzadeh, de acordo com fontes da mídia, se tornaram os novos rostos dos protestos em andamento no Irã, e suas fotos apareceram em cartazes, que foram secretamente colados nas paredes das cidades iranianas.

## Antecedentes

### Nika Shakarami
Nika Shakarami nasceu em 2 de outubro de 2005 em Khorramabad, província de Lorestan. Pouco se sabe publicamente sobre seu passado. Ela tinha laços familiares com Khorramabad, no sudoeste do Irã, cidade natal de seu pai. Ela era a segunda filha da família. Shakarami morava com a tia em Teerã, capital do Irã, e trabalhava em uma cafeteria. Ela se mudou para Teerã após a morte de seu pai.

## desaparecimento e crime
Shakarami participou dos protestos de Mahsa Amini em setembro de 2022, desencadeados pela morte de Mahsa Amini sob custódia policial e com o objetivo de aumentar os direitos das mulheres no Irã. Shakarami desapareceu depois de protestar no Boulevard Keshavarz, em Teerã, em 20 de setembro. Ela saiu de casa por volta das 13:00 UTC e trouxe consigo uma garrafa de água e uma toalha como proteção contra o gás lacrimogêneo. Inicialmente, ela disse à família que iria visitar a irmã.
Shakarami teria sido "destemida" durante o protesto e continuou a entoar slogans incessantemente. Segundo a sua família, a última comunicação conhecida foi uma mensagem enviada a um dos seus amigos na qual dizia estar a ser perseguida pelas forças de segurança.Aparentemente, ela foi separada de seus amigos quando os protestos ficaram mais lotados. Seus amigos a viram pela última vez por volta das 15:00 UTC. Na noite de 20 de setembro, as contas de Telegram e Instagram de Shakarami foram excluídas e seu telefone foi desligado. De acordo com a CNN, em 12 de outubro, sua conta no Telegram foi brevemente reativada, provavelmente pelas autoridades iranianas, e familiares confirmaram que o telefone de Shakarami estava em poder do escritório do promotor em Teerã. A mídia estatal iraniana também informou que as autoridades acessaram mensagens diretas em sua conta do Instagram.
Em 27 de outubro de 2022, a CNN divulgou imagens das últimas horas de Nika Shakarami durante os protestos. Em um vídeo, ela pode ser vista se escondendo atrás de carros no trânsito, dizendo a um motorista "Não se mexa, não se mexa", dando a entender que ela foi alvo e perseguida. A pessoa que forneceu o vídeo à CNN disse que viu Nika sendo presa e colocada em uma van da polícia.
Depois de não ter notícias dela, a família de Shakarami registrou o desaparecimento e começou a revistar delegacias de polícia e hospitais. Eles também postaram fotos dela nas redes sociais na esperança de que alguém a reconhecesse. Dez dias depois, eles foram informados de que alguém com características semelhantes havia sido descoberto durante exames forenses de manifestantes mortos e seu corpo estava no necrotério de Kahrizak, localizado em um centro de detenção local. Os familiares de Shakarami não tiveram permissão para ver o corpo, apenas olhar para o rosto dela por alguns segundos para fins de identificação. As autoridades teriam informado que ela havia morrido ao cair de uma grande altura. Eles viram uma fotografia de seu corpo sem vida em uma calçada para ilustrar isso, mas acharam a foto suspeita. A tia de Shakarami afirmou em uma entrevista que o nariz de Shakarami foi completamente destruído e que seu crânio foi "quebrado e desintegrado por vários golpes de um objeto duro", talvez um bastão. A família foi informada de que Shakarami havia sido sequestrada, mantida e interrogada pela Guarda Revolucionária Islâmica por uma semana e depois detida por um curto período na prisão de Evin, uma prisão que tem sido frequentemente acusada de estuprar e torturar prisioneiros sistematicamente.

## Enterro
A família transportou o corpo de Shakarami para Khorramabad para o enterro, com a intenção de realizar a cerimônia em 2 de outubro, que seria seu aniversário de dezessete anos. A família, no entanto, afirma que as forças de segurança os pressionaram a não realizar uma cerimônia fúnebre e, em vez disso, enterrá-la em silêncio. A tia de Shakarami desafiou tal pressão e postou no Twitter, convidando todos os interessados a participar da comemoração do "último aniversário" de Shakarami. A tia e o tio de Shakarami foram presos pouco depois em sua casa em 2 de outubro e outros membros da família foram ameaçados de que a sua tia seria executada se participassem dos protestos. O resto da família também foi pressionado a concordar em não organizar uma cerimônia fúnebre pública.
Apesar de chegar a um acordo de que não haveria funeral, a família de Shakarami afirmou ainda que as autoridades roubaram o corpo de Shakarami e a enterraram em Hayat ol Gheyb, a cerca de 40 quilômetros (25 milhas) de distância, a fim de evitar publicidade e evitar que seu túmulo se tornasse um local de peregrinação para manifestantes. As autoridades iranianas já usaram os corpos de manifestantes mortos para silenciar suas famílias.
Imagens da lápide de Shakarami mostram este poema gravado nela: "Te dei à luz com sangue e dor, Te dei de volta à pátria", que reitera que sua morte não foi um suicídio, mas ela morreu por seu país.

## Dia 40 de sua morte
No dia 40 de sua morte, uma grande multidão se reuniu em seu cemitério, embora ela esteja enterrada em um pequeno vilarejo longe da cidade. Eles principalmente entoaram os slogans dos protestos e cantaram uma velha canção famosa em luri "دایه دایه وقت جنگه" ("Oh mãe, mãe, é hora de lutar"). A mãe de Shakarami fez um discurso dirigindo-se a Nika "Estarei para sempre em agonia por seus sofrimentos, mas eu te amo. Quando vejo que a semente pura de seu pensamento - liberdade, coragem e honra florescem nos corações de outros entes queridos, estou feliz e agradecido."
O vídeo mostrou que os guardas tentaram impedir que as pessoas comparecessem à cerimônia bloqueando uma ponte, as forças de segurança também dispararam gás lacrimogêneo contra as pessoas que reagiram atirando pedras e tiros foram audíveis no vídeo compartilhado nas redes sociais. Em sua cerimônia memorial, as pessoas presentes gritaram "Somos todos Nika, lute e nós lutaremos de volta."

## Reações
Centenas de manifestantes se reuniram no cemitério de Khorramabad no dia em que seria realizado o funeral de Shakarami, estimulados pelo roubo de seu corpo. Ativistas acusaram o governo iraniano de abusar, torturar e matar Shakarami. A notícia de sua morte levou meninas do ensino médio a se juntarem aos protestos antigovernamentais em grande número em 4 de outubro, algumas removendo simbolicamente seus hijabs em um desafio ainda maior ao governo. A adesão das alunas aos protestos foi chamada de "demonstração de apoio sem precedentes" por David Gritten, da BBC News. Um artigo de Miriam Berger no The Washington Post descreveu a morte de Shakarami e a tentativa das autoridades de encobri-la como "[dando aos] manifestantes outro grito de guerra". De acordo com Mahmood Amiry-Moghaddam, diretor da organização iraniana de direitos humanos, "as evidências disponíveis indicam o papel do governo no assassinato de Nika Shakrami; a menos que o contrário seja provado por uma comissão independente de investigação sob a supervisão das Nações Unidas. Até tal comitê for formado, a responsabilidade pelo assassinato de Nika, como as outras vítimas dos protestos atuais, recai sobre Ali Khamenei e as forças sob seu comando."
A morte de Shakarami e o roubo de seu corpo foram amplamente divulgados na mídia internacional. Ela também foi amplamente homenageada nas redes sociais, onde sua foto e nome circularam e seu nome se tornou uma hashtag usada pelo movimento pelos direitos das mulheres. Em 5 de outubro, a hashtag havia sido tuitada mais de dois milhões de vezes. O correspondente da BBC Nafiseh Kohnavard comemorou. Shakarami postando um vídeo no Twitter de Shakarami em pé no palco, cantando e rindo. A música cantada por Shakarami no clipe é uma antiga canção de amor iraniana do filme Soltane Ghalbha (1968). A BBC também compartilhou vídeos de Shakarami falando nos recentes protestos antes de sua morte.

### Alegada confissão forçada de tia e tio
A tia de Shakarami, Atash Shakarami, e o tio de Shakarami, Mohsen Shakarami foram presos em suas casas em 2 de outubro de 2022 após divulgar a morte suspeita de Nika nas redes sociais. Eles foram forçados a fazer uma confissão falsa dizendo que Nika havia cometido suicídio e as forças de segurança não tinham envolvimento em sua morte pela televisão estatal às 8h30, horário local, 5 de outubro de 2022.
A televisão estatal iraniana transmitiu entrevistas ou "uma confissão" em que a tia e o tio de Shakarami "corroboraram" a narrativa do governo. Durante a confissão ou entrevista, sua tia afirmou que Shakarami havia caído de um telhado e seu tio lamentou a morte brutal e suspeita de Shakarami, mas também expressou dúvidas de que as autoridades fossem responsáveis, citando obstáculos religiosos e legais, em vez disso culpando a radicalização da mídia social e sugerindo que ela havia sido morto por manifestantes de Lorestan que desejavam inspirar mais protestos no próprio Lorestan. Em resposta às declarações antigovernamentais anteriores da tia de Shakarami, que anteriormente havia atribuído fortemente sua morte às autoridades, ele a rejeitou como "não uma pessoa política". Ele também afirmou que enterrar Shakarami em Veysian, e não em Teerã, foi a escolha da família devido à preocupação de que "seu assassino" estivesse em Teerã e pudesse atrapalhar a cerimônia.
Dúvidas foram imediatamente lançadas sobre a sinceridade dessas entrevistas, uma vez que ambos os membros da família haviam acusado as autoridades de estar por trás da morte de Shakarami e recentemente foram detidos pelas autoridades. A entrevista teria sido filmada enquanto eles ainda estavam sob custódia do governo. O vídeo da entrevista com o tio de Shakarami também mostrou a silhueta de uma pessoa fora da câmera que podia ser ouvida sussurrando "Diga, seu canalha!"
Em entrevista à BBC News, a mãe de Shakarami criticou as tentativas do governo de encobrir seu envolvimento na morte de Nika e disse que as entrevistas realizadas com seu irmão e irmã foram feitas sob coerção. A mãe de Shakarami mencionou que ela e outros membros da família também foram intimidados na tentativa de forçá-los a corroborar a narrativa oficial. Segundo a mãe de Shakarami, ela viu um relatório médico que mostrava que Shakarami havia morrido em 20 de setembro, mesmo dia em que ela desapareceu, devido a um trauma contundente na cabeça. Um atestado de óbito emitido por um cemitério em Teerã também afirmou que Shakarami morreu após "múltiplos ferimentos causados por golpes com um objeto duro".

### A reação da República Islâmica
As autoridades ou o governo inicialmente não comentaram publicamente a morte de Shakarami. A agência de notícias estatal iraniana Agência de Notícias da República Islâmica informou que as autoridades abriram sua própria investigação sobre a morte de Shakarami. Em 4 de outubro, a Tasnim News Agency, uma agência de notícias intimamente associada ao Corpo da Guarda Revolucionária Islâmica, informou que Shakarami havia caído de um prédio para a morte em 21 de setembro e que oito trabalhadores deste prédio foram presos. Outras agências fizeram alegações contraditórias de que ela havia cometido suicídio pulando do prédio. As autoridades usaram uma narrativa semelhante de suicídio saltando sobre a morte de outra jovem de 16 anos, Sarina Esmailzadeh, que morreu, de acordo com a Anistia Internacional, depois de ter sido severamente espancada pela polícia com cassetetes. A agência de notícias estatal Fars divulgou imagens de vídeo que supostamente mostram Shakarami entrando no prédio, mas a pessoa na filmagem não é identificável. Dariush Shahoonvand, promotor da província de Lorestan, negou qualquer irregularidade por parte das autoridades iranianas e afirmou que Shakarami havia sido enterrada em "sua aldeia" e que "inimigos estrangeiros" eram os culpados por criar uma "atmosfera tensa e temerosa" após ela morte, embora ele não elaborou mais sobre o que ele quis dizer.
Segundo a agência de notícias IRNA, citando o chefe do processo criminal da província de Teerã: "Nos exames de autópsia e no exame do corpo, foram observados vestígios de fraturas". Além disso, de acordo com as indagações recebidas, a pessoa foi jogada ao chão." Ele também mencionou: "Não havia vestígios de balas ou Shot (pellet) no corpo."

## Vet Também
- Caso Amarildo
- Assassinato de Genivaldo de Jesus
- Morte de Mahsa Amini